# Supercoupe du Zimbabwe de football
La Super Coupe du Zimbabwe est une compétition de football au Zimbabwe organisée depuis 1996. Elle oppose le vainqueur du championnat du Zimbabwe au vainqueur de la Coupe nationale. Selon les éditions, le trophée se dispute en un seul match ou en matchs aller et retour.

## Finales
Charity Shield
- 1996 : CAPS United (Harare)       1-0 Blackpool FC (Harare)
- 1997-2000 : Compétition annulée
- 2001 : Highlanders                2-1 Dynamos (Harare)
- 2002 : Dynamos (Harare)           1-0 AmaZulu FC
- 2003-2004 :  Compétition annulée
- 2005 : Highlanders    1-1  [5-4 t.a.b] CAPS United (Harare)
- 2006 :  Compétition annulée
- 2007 : Mwana Africa FC          3-0 0-0 Highlanders
- 2008 : Dynamos (Harare)       1-1 1-0 Highlanders
- 2009 : CAPS United (Harare)  1-0 Dynamos (Harare)
- 2010 :  Dynamos (Harare)   1-0 Highlanders
- 2011 : inconnu
- 2012 : Dynamos (Harare)       2-0 Motor Action

Castle Challenge Cup
- 2017 : FC Platinum 2-1 Harare City
- 2018 : FC Platinum 2-0 Triangle United
- 2019 : FC Platinum 2-0 Highlanders
- 2020-2021 :  Compétition annulée
- 2022 : FC Platinum 2-0 Bulawayo Chiefs